# Dilworth (Minnesota)
Dilworth ist eine Kleinstadt (mit dem Status „City“) im Clay County im Nordwesten des US-amerikanischen Bundesstaates Minnesota. Das U.S. Census Bureau hat bei der Volkszählung 2020 eine Einwohnerzahl von 4.612 ermittelt.
Dilworth ist Bestandteil der Fargo–Moorhead Metropolitan Area.

## Geografie
Dilworth liegt rund 2 km östlich des Red River of the North, der die Grenze zu North Dakota bildet. Die Stadt liegt auf 46°52′33″ nördlicher Breite und 96°42′10″ westlicher Länge und erstreckt sich über 8,6 km².
Benachbarte Orte von Dilworth sind Moorhead (an der westlichen Stadtgrenze), Oakport (1,9 km nordwestlich), Glyndon (9,5 km östlich) und Sabin (15,3 km südöstlich).
Die nächstgelegenen größeren Städte sind Fargo in North Dakota (7,3 km westlich), Winnipeg in Kanada (374 km nördlich), Duluth am Oberen See (383 km östlich), Minneapolis (371 km südöstlich) und Sioux Falls in South Dakota (402 km südlich).
Die Grenze zu Kanada befindet sich 255 km nördlich.

## Verkehr
Rund 2 km südlich der Stadtgrenze verläuft die Interstate 94, die hier auf einer gemeinsamen Strecke mit den U.S. Highway 52 von Fargo nach Minneapolis führt. Als Hauptstraße führt der U.S. Highway 10 durch das Stadtzentrum von Dilworth. Östlich von Dilworth befindet sich der nördliche Endpunkt der Minnesota State Route 336. Alle weiteren Straßen sind untergeordnete und teils unbefestigte Fahrwege sowie innerörtliche Verbindungsstraßen.
In West-Ost-Richtung verläuft eine Eisenbahnstrecke durch das Stadtgebiet von Dilworth.
Die nächsten Flughäfen sind der Hector International Airport in Fargo (13,6 km nordwestlich), der Winnipeg James Armstrong Richardson International Airport (376 km nördlich) und der Minneapolis-Saint Paul International Airport (394 km südöstlich).

## Demografische Daten
Nach der Volkszählung im Jahr 2010 lebten in Dilworth 4024 Menschen in 1595 Haushalten. Die Bevölkerungsdichte betrug 467,9 Einwohner pro Quadratkilometer. In den 1595 Haushalten lebten statistisch je 2,52 Personen.
Ethnisch betrachtet setzte sich die Bevölkerung zusammen aus 93,3 Prozent Weißen, 0,5 Prozent Afroamerikanern, 2,1 Prozent amerikanischen Ureinwohnern, 0,8 Prozent Asiaten sowie 1,2 Prozent aus anderen ethnischen Gruppen; 2,0 Prozent stammten von zwei oder mehr Ethnien ab. Unabhängig von der ethnischen Zugehörigkeit waren 5,7 Prozent der Bevölkerung spanischer oder lateinamerikanischer Abstammung.
28,7 Prozent der Bevölkerung waren unter 18 Jahre alt, 59,6 Prozent waren zwischen 18 und 64 und 11,7 Prozent waren 65 Jahre oder älter. 50,0 Prozent der Bevölkerung war weiblich.

Das mittlere jährliche Einkommen eines Haushalts lag bei 49.167 USD. Das Pro-Kopf-Einkommen betrug 25.563 USD. 10,5 Prozent der Einwohner lebten unterhalb der Armutsgrenze.